# Stevie Wonder

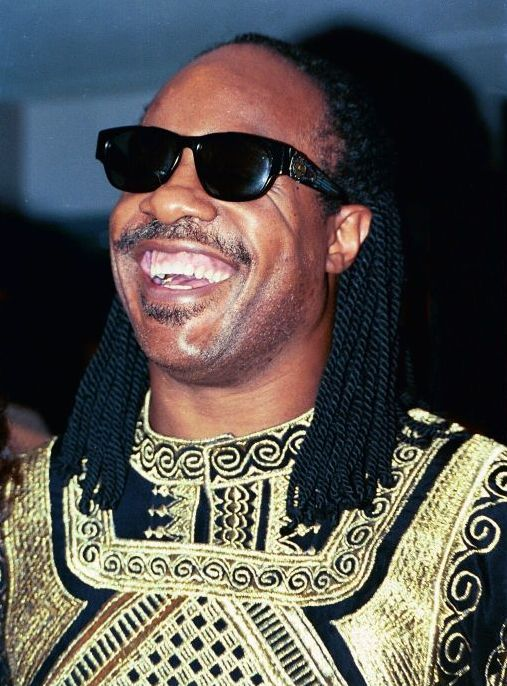
Stevie Wonder (1994)

Stevie Wonder (* 13. Mai 1950 als Stevland Hardaway Judkins Morris in Saginaw, Michigan) ist ein US-amerikanischer Soul- und Pop-Sänger, Komponist, Multiinstrumentalist sowie Produzent. Seine ersten Erfolge feierte er ab 1961 mit dem Motown-Label, bei dem er noch heute seine Alben veröffentlicht.
Anfang der 1970er Jahre stieg er zu einem der erfolgreichsten Unterhaltungskünstler der USA auf. Er gilt als „Erneuerer“ schwarzer Musik, deren Spielarten – Spiritual, Blues, R&B, Soul, Funk – er beherrscht und fortentwickelte. Die Jahre 1971 bis 1976 mit den Alben Music of My Mind, Talking Book (1972), Innervisions (1973), Fulfillingness’ First Finale (1974) und Songs in the Key of Life (1976) gelten als seine künstlerisch bedeutendste Phase.
Gleichzeitig engagierte Wonder sich zunehmend politisch; mit seiner 1980 gestarteten Kampagne für Menschenrechte erreichte er, dass der Geburtstag von Martin Luther King seit 1986 ein Feiertag in den USA ist. Er wurde mehrfach mit den wichtigsten Preisen der Unterhaltungsindustrie wie dem Grammy, Oscar oder Golden Globe ausgezeichnet. 1989 wurde er für seine Verdienste um die Soul-Musik in die Rock and Roll Hall of Fame aufgenommen. Außerdem ist er seit 2009 UN-Botschafter des Friedens.

## Kindheit, Jugend und 1970er Jahre
Stevie Wonder ist das dritte von sechs Kindern der Songwriterin Lula Mae Hardaway (1930–2006), sein Vater war Calvin Judkins. Wonder kam als Frühgeburt zur Welt und wurde im Inkubator mit hohen Sauerstoffkonzentrationen beatmet. Dies führte zur Frühgeborenen-Retinopathie und letztlich zur Blindheit. Als Wonder vier Jahre alt war, zog die Familie nach Detroit, wo er im Kirchenchor sang. Seit seinem neunten Lebensjahr beherrscht er Klavier, Mundharmonika und Schlagzeug.
1961 entdeckte ihn Ronnie White von The Miracles. White verhalf ihm zu einem Vorsingtermin bei dem Motown-Chef Berry Gordy, der ihn daraufhin unter Vertrag nahm. Little Stevie Wonder nahm 1962 seine ersten Platten auf: A Tribute to Uncle Ray (mit Coversongs von Ray Charles) und The Jazz Soul of Little Stevie. Ein erster Erfolg war der 1963 erschienene Song Fingertips, Part 2, bei dem Stevie Wonder Mundharmonika spielte und sang. Der Song wurde bei einer Motor Town Revue live aufgenommen, mit dem jungen Marvin Gaye am Schlagzeug. Das dazugehörige Album The 12 Year Old Genius wurde zu Motowns erster Nummer-eins-LP. Mit 14 kam Wonder in den Stimmbruch. Er studierte zu dieser Zeit klassisches Klavier an der Michigan School for the Blind.

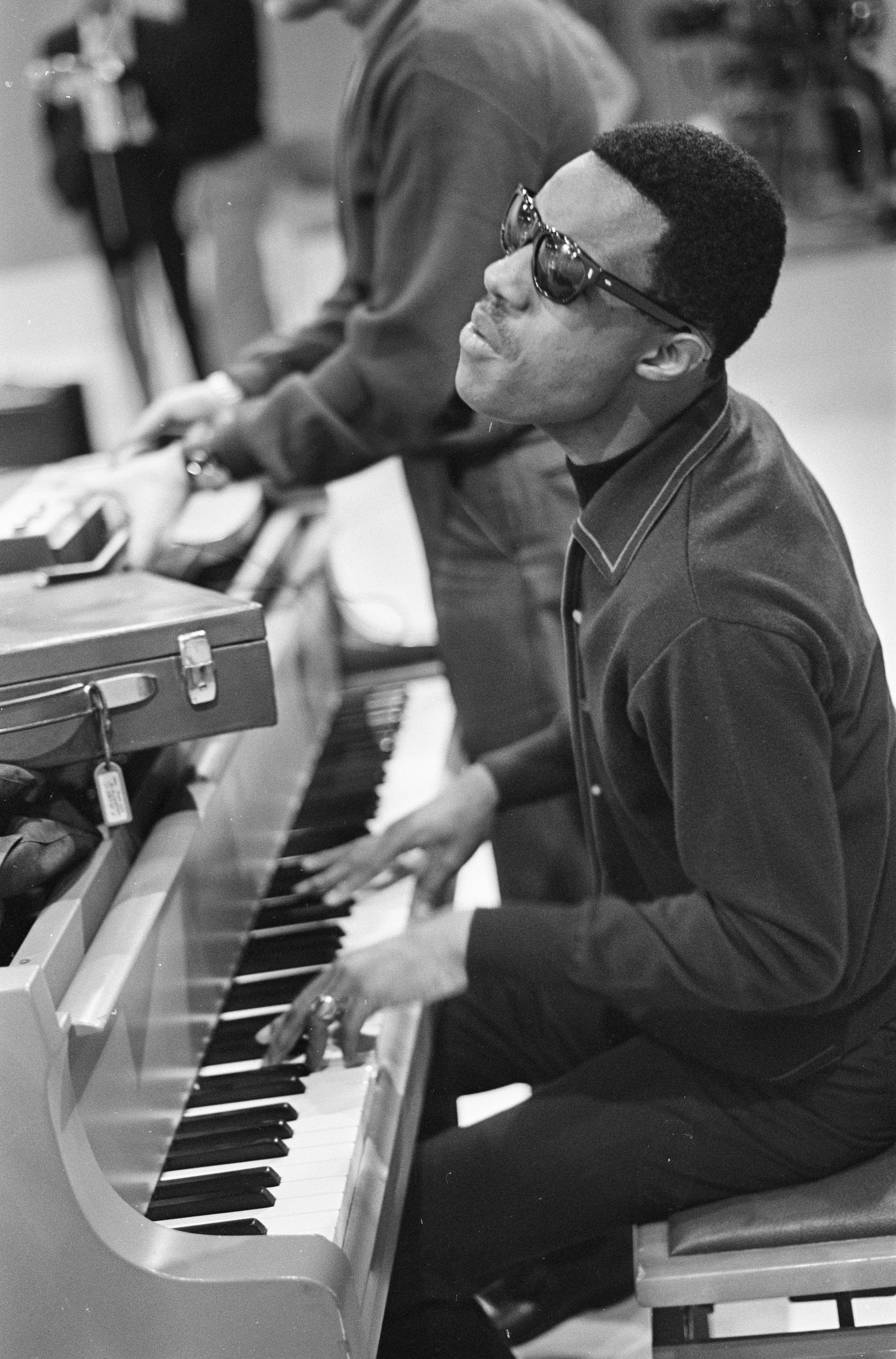
Stevie Wonder (1967)

Mit 18 begann Wonder erstmals, in größerem Stil Einfluss auf die Kompositionen und das Arrangement seiner Musik zu nehmen: For Once in My Life (1968) und My Cherie Amour (1969) landeten als Alben und als Single-Hits weit oben in den Charts. Anfang der 1970er Jahre gehörte er zu den erfolgreichsten Musikern im Hause Motown. Er nutzte die Chance, um ein eigenes Tonstudio zu bekommen, seine Tantiemen bedeutend aufzustocken und mehr Kontrolle über seine Musik zu erlangen. Er gründete sein eigenes Label, Black Bull Music. Mit den Jahren entwickelte er einen eigenen Stil und beeinflusste die Soulmusik damit nachhaltig.
Von 1970 bis 1972 war Stevie Wonder mit der Sängerin und Songwriterin Syreeta Wright verheiratet. Er produzierte auch ihre ersten beiden Alben und schrieb zahlreiche Songs mit ihr (Signed, Sealed, Delivered I’m Yours, 1970; Never Dreamed You’d Leave in Summer, 1971; Come Back As A Flower, 1979). Auch Syreetas erster Top-20-Hit in Großbritannien, Your Kiss Is Sweet (1975), wurde von beiden geschrieben. Never Dreamed You’d Leave in Summer wurde von Joan Baez und Phil Collins gecovert (Album Going Back). Syreeta wirkte zudem als Backgroundsängerin bei Songs von Wonder mit.
1972 trat Wonder im Vorprogramm der Band The Rolling Stones in den USA auf. Im selben Jahr brachte er das Album Talking Book heraus, das mit den Songs You Are the Sunshine of My Life und Superstition herausragende Soul- und Funknummern enthält. Superstition wird von vielen Keyboardern als Lehrstück für funkiges Clavinetspiel angesehen. Bei dem Song Lookin’ for Another Pure Love dieses Albums wurde er vom Gitarristen Jeff Beck unterstützt. Im selben Jahr erschien auch das Album Music of My Mind, das er weitgehend im Alleingang einspielte, bis auf die Gitarre im Stück Superwoman und die Posaune im ersten Stück sowie den Backgroundgesang.
1973 erschien das Album Innervisions mit dem Hit Living for the City. 1974 erschien das Album Fulfillingness’ First Finale, 1976 Songs in the Key of Life, das mit den Stücken Sir Duke, I Wish, As und Another Star einige Hits enthält. Außerdem erschien auf diesem Album der Song Pastime Paradise, der dem Rapper Coolio 1995 als Inspiration und Samplequelle für seinen Titel Gangsta’s Paradise diente. Unterstützt wurde Wonder bei diesem Album unter anderem von dem 19-jährigen Greg Phillinganes und von Herbie Hancock an den Keyboards sowie George Benson an der Gitarre. 1979 kaufte er für zwei Millionen US-Dollar den Radiosender KJLH in Los Angeles und gründete eigens dafür die Betreibergesellschaft Taxi Productions.

## Bürgerrechtliches Engagement
Zunehmend engagierte sich der Künstler in der amerikanischen Bürgerrechtsbewegung für die Gleichberechtigung der Afroamerikaner.
- 1982 wurde Ebony and Ivory veröffentlicht, ein 1980 geschriebenes Lied von Paul McCartney, das 1981 in einem Studio von George Martin in Montserrat nur von Stevie Wonder und Paul McCartney eingespielt, in zahlreichen Ländern die Charts eroberte. Der auch auf dem Album Tug of War befindliche Titel bedeutet eigentlich „Schwarz und Weiß“, was wiederum das friedliche Zusammenleben aller Menschen symbolisiert. Zur Verdeutlichung des Themas sang der seit 1966 mit Stevie Wonder bekannte McCartney („weiß“) das Lied als Duett mit Stevie Wonder („schwarz“).[5] Letztlich rief sich Stevie Wonder durch seine Beteiligung wieder in die Erinnerung der Popwelt und hatte eine Gelegenheit für sein bürgerrechtliches Engagement.
- Den Oscar, den er 1984 für den Song I Just Called to Say I Love You aus dem Film Die Frau in Rot erhielt, widmete er dem Apartheids-Opfer Nelson Mandela.

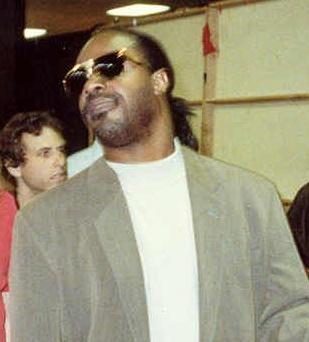
Stevie Wonder (1990)

## Spätere Produktionen und Auftritte
1987 sang er zusammen mit Michael Jackson auf dessen Album Bad das Duett Just Good Friends. Seine in immer größeren Abständen erscheinenden Plattenproduktionen wurden von der Kritik als unter den Möglichkeiten des Künstlers bemängelt. Für sein 1995 erschienenes Soloalbum Conversation Peace nahm er sich acht Jahre Zeit. Dazwischen arbeitete er am Soundtrack zu Spike Lees Jungle Fever, mit dem er befreundet ist und auf dessen Hochzeit er 1992 auch spielte.
2005 erlangte er nach längerer Pause mit der Funk-Single So What the Fuss mit Prince an der Gitarre und der Gruppe En Vogue als Nebenstimme wieder größere Beachtung. Das von den Kritikern gelobte neue Album A Time 2 Love erschien im Oktober 2005. 2007 gewann Wonder zusammen mit Tony Bennett den Grammy Award für die Beste Zusammenarbeit mit Gesang – Pop für den gemeinsamen Song For Once in My Life.

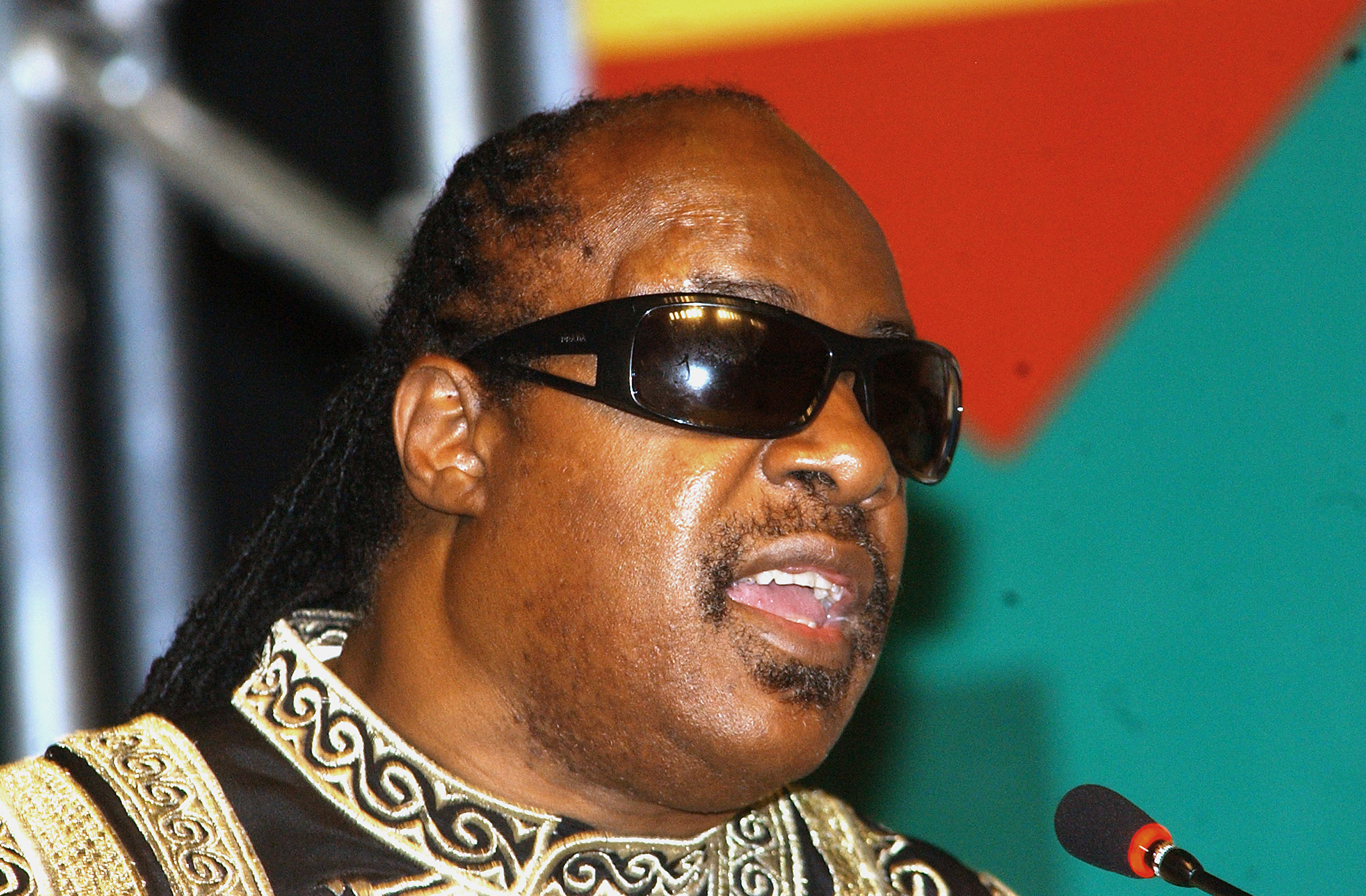
Stevie Wonder (2006)

2007 und 2008 ging Wonder nach zehnjähriger Pause wieder auf eine Welttournee, die ihn im Herbst 2008 auch nach Deutschland führte. Die Konzerte wurden vom Publikum und von der Kritik begeistert aufgenommen. Im Januar 2009 veröffentlichte er zur Amtseinführung des Präsidenten der Vereinigten Staaten, Barack Obama, den Song All About the Love Again. Zuvor hatte er Obama im Wahlkampf stark unterstützt. Anfang 2009 erschien die DVD Live at Last: A Wonder Summer’s Night. Im Jahr 2010 trat er mit We Can Work It Out und zusammen mit Paul McCartney mit Ebony and Ivory im Weißen Haus vor Obama auf. Im September 2014 kündigte Stevie Wonder an, im November/Dezember 2014 auf eine mehrwöchige USA-Tournee zu gehen, deren Programm ausschließlich aus Liedern seines 1976er Album Songs in the Key of Life bestehen würde. Schon im Dezember 2013, anlässlich seines jährlichen Benefizkonzertes House Full of Toys, hatte er mit einigen Gastmusikern das komplette Album aufgeführt. Diese Tour wurde 2015 sowohl im März/April als auch im Zeitraum von September bis November innerhalb der USA und Kanadas fortgesetzt. Ein bislang einziges Europakonzert mit diesem Programm fand im Juli 2016 in London im Hyde Park statt.
Zur Weihnachtszeit 2015 sang Stevie Wonder das Lied Someday at Christmas zusammen mit der Soul-Sängerin Andra Day für einen Werbespot des US-amerikanischen Unternehmens Apple. Zum 50. Todestag von Martin Luther King am 4. April 2018 startete Stevie Wonder die Aktion #DreamStillLives. Dabei geht es Stevie Wonder darum, das Andenken an den Traum von einem Amerika ohne Rassismus wieder zu beleben. Unterstützt wird die Kampagne von 70 Prominenten wie Barack Obama, Paul McCartney, Bon Jovi und Bruce Springsteen.

## Auftritte bei Ehrungen
An der Trauerfeier am 7. Juli 2009 anlässlich des Todes von Michael Jackson trat er mit einer Ansprache auf und sang seine beiden Lieder Never Dreamed You’d Leave in Summer und They Won’t Go When I Go.
Ebenso sprach Stevie Wonder auf der Trauerfeier für Whitney Houston am 19. Februar 2012 und sang dann Ribbon in the Sky; er hatte einige Textzeilen seines Liedes zu Ehren der Verstorbenen geändert.
Im Juni 2012 trat er anlässlich des diamantenen Regierungsjubiläums von Königin Elisabeth II. im Buckingham Palace auf.
Anlässlich des Todes von Prince (21. April 2016) fand am 13. Oktober 2016 in Saint Paul (US-Bundesstaat Minnesota) im Xcel Energy Center ein Tribute-Abend zu Ehren des Musikers statt, an dem unter anderem auch Wonder auftrat.

## Privatleben
Wonders Ehe mit Syreeta Wright wurde 1972 geschieden. Beide blieben bis zu ihrem Tod 2004 befreundet. 2001 heiratete Wonder die Modedesignerin Kai Millard. Im Herbst 2012 gab er die Trennung von seiner Frau bekannt; die Ehe wurde im Oktober 2015 geschieden. Seit Juli 2017 ist er mit Tomeeka Robyn Bracy verheiratet.
Wonder ist Vater von neun Kindern mit sechs Frauen. Eine Tochter (* 1975) und einen Sohn (* 1977) hat er mit der Sekretärin Yolanda Simmons, einen weiteren Sohn (* 1983) mit Melody McCulley, eine weitere Tochter und einen weiteren Sohn (* 1988) von zwei nicht öffentlich genannten Müttern, zwei Söhne (* 2001, 2005) aus der Beziehung mit der Modedesignerin Kai Millard Morris und eine weitere Tochter (* 2013) mit Tomeeka Robyn Bracy. 2014 kam sein neuntes Kind auf die Welt, eine Tochter, ebenfalls mit Tomeeka Robyn Bracy.
Im September 2019 unterzog er sich einer Nierentransplantation. 2021 erwarb er eine Villa in Bel Air, die zuvor dem saudischen Prinzen Mohammed bin Faisal Al Saud (1937–2017) gehört hatte. Daneben besitzt er zwei Häuser im San Fernando Valley, zwei Häuser in den Hollywood Hills und ein Anwesen in Alpine, New Jersey. Im Mai 2024 wurde ihm die ghanaische Staatsbürgerschaft verliehen.

## Diskografie

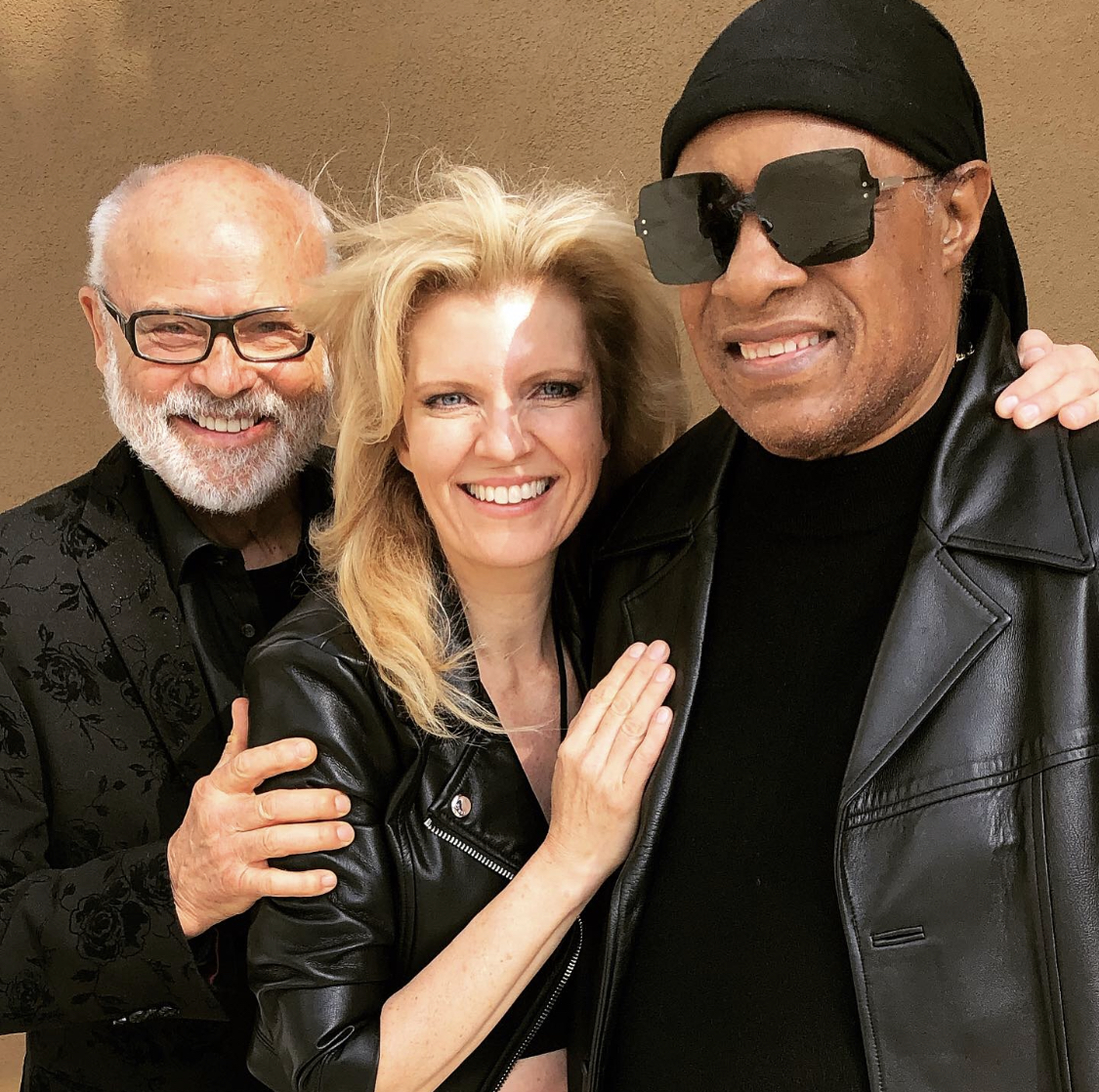
Stevie Wonder mit dem Stimmbildner Seth Riggs und dessen Frau Margareta Svensson Riggs (2019)

Studioalben

| Jahr | Titel                          | Höchstplatzierung, Gesamtwochen/‑monate, AuszeichnungChartplatzierungen (Jahr, Titel, Platzierungen, Wochen/Monate, Auszeichnungen, Anmerkungen) | Höchstplatzierung, Gesamtwochen/‑monate, AuszeichnungChartplatzierungen (Jahr, Titel, Platzierungen, Wochen/Monate, Auszeichnungen, Anmerkungen) | Höchstplatzierung, Gesamtwochen/‑monate, AuszeichnungChartplatzierungen (Jahr, Titel, Platzierungen, Wochen/Monate, Auszeichnungen, Anmerkungen) | Höchstplatzierung, Gesamtwochen/‑monate, AuszeichnungChartplatzierungen (Jahr, Titel, Platzierungen, Wochen/Monate, Auszeichnungen, Anmerkungen) | Höchstplatzierung, Gesamtwochen/‑monate, AuszeichnungChartplatzierungen (Jahr, Titel, Platzierungen, Wochen/Monate, Auszeichnungen, Anmerkungen) | Höchstplatzierung, Gesamtwochen/‑monate, AuszeichnungChartplatzierungen (Jahr, Titel, Platzierungen, Wochen/Monate, Auszeichnungen, Anmerkungen) | Anmerkungen                                                                      |
| Jahr | Titel                          | DE | AT | CH | UK | US | R&B | Anmerkungen                                                                      |
| ---- | ------------------------------ | --- | --- | --- | --- | --- | --- | -------------------------------------------------------------------------------- |
| 1962 | The Jazz Soul of Little Stevie | — | — | — | — | — | — | Erstveröffentlichung: September 1962                                             |
| 1962 | Tribute to Uncle Ray           | — | — | — | — | — | — | Erstveröffentlichung: Oktober 1962                                               |
| 1963 | With a Song in My Heart        | — | — | — | — | — | — | Erstveröffentlichung: 28. Dezember 1963                                          |
| 1964 | Stevie at the Beach            | — | — | — | — | — | — | Erstveröffentlichung: 23. Juni 1964                                              |
| 1966 | Up-Tight                       | — | — | — | — | US33 (25 Wo.)US | R&B2 (24 Wo.)R&B | Erstveröffentlichung: 4. Mai 1966                                                |
| 1966 | Down to Earth                  | — | — | — | — | US92 (7 Wo.)US | R&B8 (12 Wo.)R&B | Erstveröffentlichung: 16. November 1966                                          |
| 1967 | I Was Made to Love Her         | — | — | — | — | US45 (13 Wo.)US | R&B7 (13 Wo.)R&B | Erstveröffentlichung: 27. August 1967                                            |
| 1968 | Eivets Rednow                  | — | — | — | — | — | R&B37 (2 Wo.)R&B | Erstveröffentlichung: 20. November 1968                                          |
| 1968 | For Once in My Life            | — | — | — | — | US50 (18 Wo.)US | R&B4 (19 Wo.)R&B | Erstveröffentlichung: 8. Dezember 1968                                           |
| 1969 | My Cherie Amour                | — | — | — | UK17 (2 Wo.)UK | US34 (20 Wo.)US | R&B3 (26 Wo.)R&B | Erstveröffentlichung: 29. August 1969                                            |
| 1970 | Signed, Sealed & Delivered     | — | — | — | — | US25 (16 Wo.)US | R&B7 (23 Wo.)R&B | Erstveröffentlichung: 7. August 1970 Verkäufe: + 7.500                           |
| 1971 | Where I’m Coming From          | — | — | — | — | US62 (27 Wo.)US | R&B7 (28 Wo.)R&B | Erstveröffentlichung: 12. April 1971                                             |
| 1972 | Music of My Mind               | — | — | — | — | US21 (35 Wo.)US | R&B6 (31 Wo.)R&B | Erstveröffentlichung: 3. März 1972                                               |
| 1972 | Talking Book                   | — | — | — | UK16 Gold · (48 Wo.)UK | US3 (109 Wo.)US | R&B1 (40 Wo.)R&B | Erstveröffentlichung: 27. Oktober 1972 Verkäufe: + 150.000                       |
| 1973 | Innervisions                   | — | — | — | UK8 Gold · (55 Wo.)UK | US4 (89 Wo.)US | R&B1 (51 Wo.)R&B | Erstveröffentlichung: 3. August 1973 Verkäufe: + 1.050.000; Grammy Award         |
| 1974 | Fulfillingness’ First Finale   | DE32 (1 Mt.)DE | — | — | UK5 Gold · (16 Wo.)UK | US1 (65 Wo.)US | R&B1 (39 Wo.)R&B | Erstveröffentlichung: 22. Juli 1974 Verkäufe: + 200.000; 2× Grammy Award         |
| 1976 | Songs in the Key of Life       | DE23 (11 Mt.)DE | AT15 (1 Mt.)AT | — | UK2 Platin · (62 Wo.)UK | US1 Diamant · (80 Wo.)US | R&B1 (48 Wo.)R&B | Erstveröffentlichung: 27. September 1976 Verkäufe: + 10.950.000; 2× Grammy Award |
| 1980 | Hotter than July               | DE12 (32 Wo.)DE | AT2 (11 Mt.)AT | — | UK2 Platin · (55 Wo.)UK | US3 Platin · (40 Wo.)US | R&B1 (48 Wo.)R&B | Erstveröffentlichung: 29. September 1980 Verkäufe: + 1.670.000                   |
| 1985 | In Square Circle               | DE8 (21 Wo.)DE | AT12 (1½ Mt.)AT | CH4 (14 Wo.)CH | UK6 Gold · (15 Wo.)UK | US5 ×2Doppelplatin · (50 Wo.)US | R&B1 (52 Wo.)R&B | Erstveröffentlichung: 13. September 1985 Verkäufe: + 2.520.000; Grammy Award     |
| 1987 | Characters                     | DE55 (3 Wo.)DE | AT21 (½ Mt.)AT | CH23 (2 Wo.)CH | UK33 Gold · (4 Wo.)UK | US17 Platin · (31 Wo.)US | R&B1 (48 Wo.)R&B | Erstveröffentlichung: 6. November 1987 Verkäufe: + 1.200.000                     |
| 1995 | Conversation Peace             | DE34 (9 Wo.)DE | AT17 (10 Wo.)AT | CH28 (4 Wo.)CH | UK8 (4 Wo.)UK | US16 Gold · (15 Wo.)US | R&B2 (20 Wo.)R&B | Erstveröffentlichung: 21. März 1995 Verkäufe: + 607.500                          |
| 2005 | A Time to Love                 | DE43 (3 Wo.)DE | — | CH24 (5 Wo.)CH | UK24 Silber · (3 Wo.)UK | US5 Gold · (19 Wo.)US | R&B2 (23 Wo.)R&B | Erstveröffentlichung: 18. Oktober 2005 Verkäufe: + 660.000                       |

grau schraffiert: keine Chartdaten aus diesem Jahr verfügbar

## Auszeichnungen

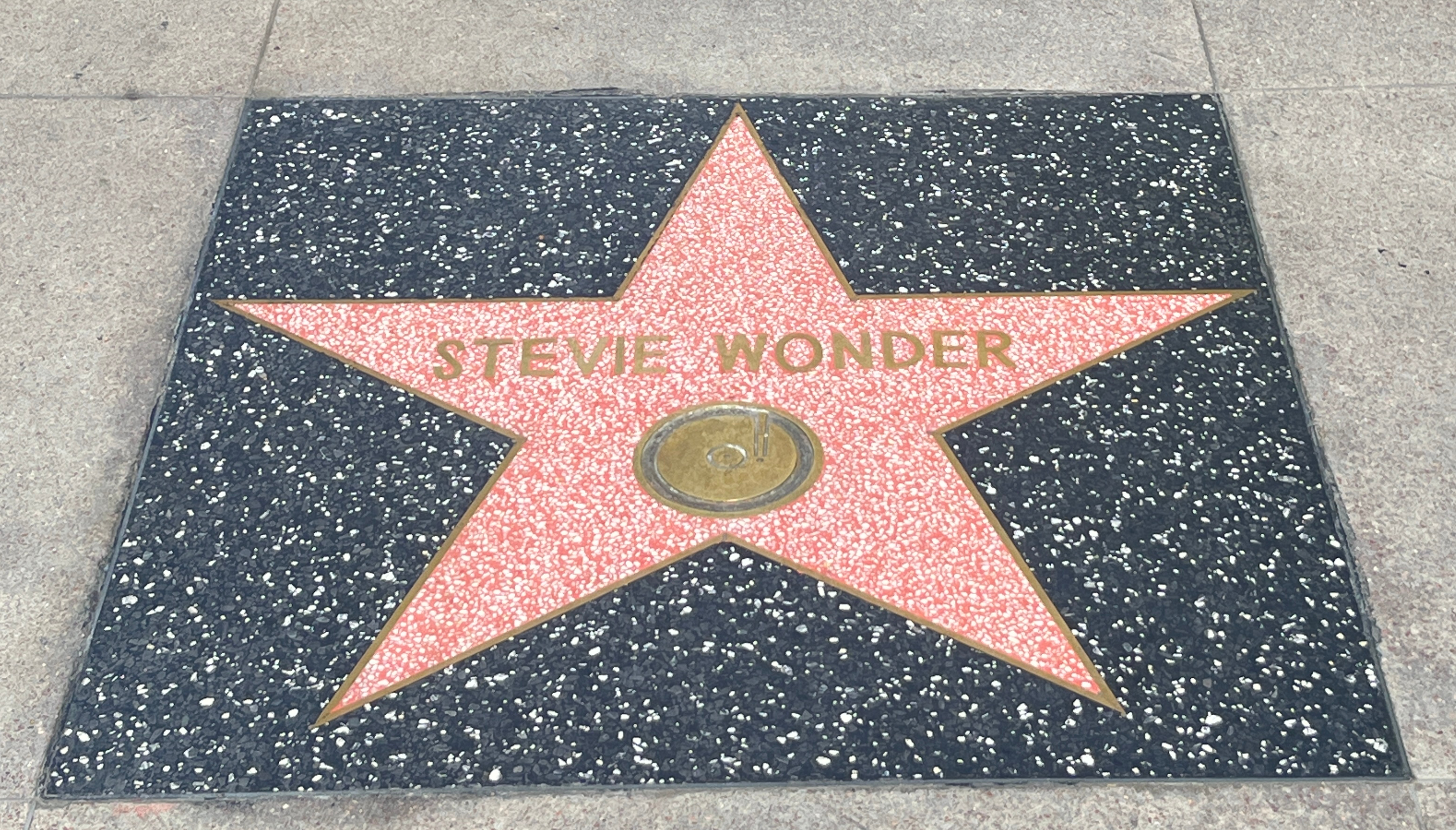
Stevie Wonders Stern auf dem Hollywood Walk of Fame

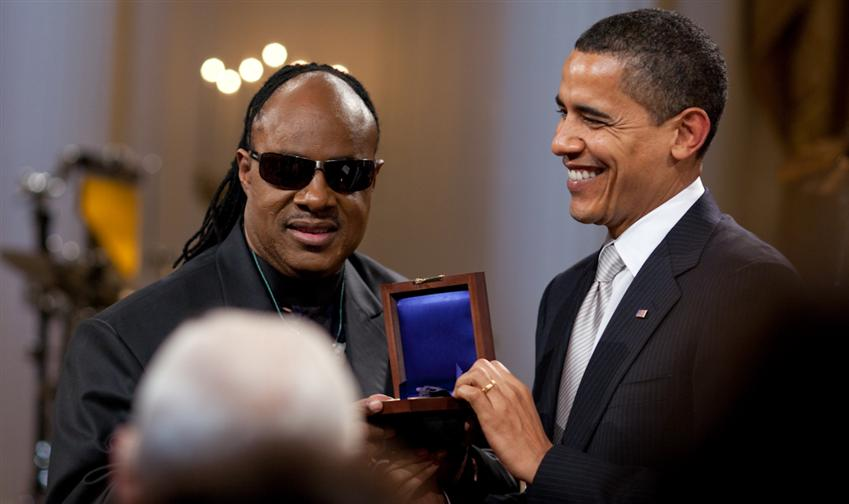
Stevie Wonder und Barack Obama, (2009)

1999 wurde er mit dem Polar Music Prize ausgezeichnet. Wonder erhielt bislang 25 Grammys. 1985 wurde ihm der Golden Globe für den Soundtrack zum Film The Woman in Red verliehen. Für dessen Titelsong I just called to say I love you erhielt er bei den 57. Academy Awards 1984 außerdem einen Oscar für den besten Song. Am 25. Februar 2009 wurde ihm durch den amerikanischen Präsidenten Barack Obama der renommierte Gershwin-Preis verliehen. 2014 wurde er mit der Presidential Medal of Freedom ausgezeichnet.
Der Rolling Stone listete Wonder auf Rang 15 der 100 größten Musiker sowie auf Rang neun der 100 größten Sänger und auf Rang zehn der 100 größten Songwriter aller Zeiten.